# Gamla Ullevi
För den tidigare arenan med samma namn, se Gamla Ullevi (1916). För låten av musikgruppen Kent, se Gamla Ullevi/Skisser för sommaren.
Gamla Ullevi är en fotbollsarena i Göteborg som invigdes den 5 april 2009. Arenan är hemmaplan för alliansklubbarna IFK Göteborg, Gais och Örgryte IS och är nationalarena för Sveriges damlandslag i fotboll. På arenan spelas även årligen de flesta finalmatcherna i världens största ungdomsturnering Gothia Cup. 
Publikkapaciten är 18 454 åskådare varav ca 15 000 är sittplatser. De kommersiella ytorna uppgår till 2 500 kvadratmeter och det finns 27 loger. Måtten för fotbollsplanen är 105x68 meter och underlaget är hybridgräs.
Gamla Ullevi är placerad på samma plats som den tidigare arenan, Ullevi, som skapades av den framstående idrottsledaren Hugo Levin, ordf. i Göteborgs Fotbollförbund, och invigdes den 17 september 1916, som hemmaarena för IFK Göteborg, ritad av arkitekt Karl M. Bengtson.  Några år efter Levins död kortades namnet till Ullevi, 1958 fick den tillägget Gamla Ullevi, den revs 2007.
2014-2015 spelade också BK Häcken på Gamla Ullevi eftersom deras gamla arena, Rambergsvallen, hade rivits och deras nya, Bravida Arena, inte var färdigbyggd än.

## Historik
I juni 2005 fick Higabgruppen uppdraget av kommunfullmäktige att projektera och uppföra en ny fotbollsarena i Göteborg. Rivningen av det äldre Gamla Ullevi påbörjades 9 januari 2007 för att ge plats åt den nya på samma mark.
Efter det att språkprofessorn Sture Allén fått i uppdrag att komma med ett namnförslag fick arenan namnet Gamla Ullevi. Allén lämnade sitt förslag den 1 oktober 2008 och den 15 oktober 2008 tog Göteborgs kommunstyrelse beslut. Tidigare hade alliansklubbarna föreslagit att namnet skulle säljas ut till ett företag och Göteborgs-Posten hade föreslagit Gunnar Gren-stadion. I samband med att den nya arenan namngavs till Gamla Ullevi framkom det förslag om att ge det större Ullevi ett nytt namn.
Gamla Ullevis tilltänkta kapacitet var ursprungligen knappt 17 000 åskådare. Platserna kom dock att bli fler än planerat då det visade sig att stolarna var mindre än beräknat.
Första tävlingsmatchen på Gamla Ullevi spelades den 5 april 2009 i derbyt mellan Örgryte och Gais i den Allsvenska premiären. Matchen slutade 5-1 till Gais inför 17 531 åskådare; första målskytt på Gamla Ullevi blev i samma match Pär Ericsson som då spelade för Gais. IFK Göteborg spelade sin premiärmatch 11 april, då man vann över Djurgårdens IF med 6-0 inför 18 276 åskådare. Den 25 april invigdes Gamla Ullevi som svensk nationalarena för damfotboll i samband med en vänskapslandskamp mellan Sverige och Brasilien. Sverige vann matchen med 3-1.

### Vibrationsproblematik
Efter premiärmatchen mellan IFK Göteborg och Djurgårdens IF visade det sig att boende upplevt stora skakningar i husen på andra sidan Fattighusån. Byggherren Higabs dåvarande VD Bernt Svensson sa till media att ingen teknisk lösning var möjlig för att lösa problemet. Dåvarande oppositionsrådet Jan Hallberg (m) ansåg att enda sättet att tekniskt lösa problemet, att påla 90 meter ner i marken för en kostnad på ”uppemot 100 miljoner kronor” enligt vad han uppgav att Higab nämnt, var för dyrt. För att bekräfta skakningarna, och avgöra hur omfattande de var, placerade Higabgruppen ut mätinstrument i omkringliggande fastigheter. Dessa mätningar visade att fastigheterna skakade rejält, men endast under IFK Göteborgs matcher och bara när klacksektionen hoppar i takt. På supportergrupperingarnas uppmaning anlitades trots allt en teknisk konsult, Norconsult, för att utreda om det finns någon rimlig teknisk lösning. Några månader senare presenterades aktiv vibrationskontroll som en lösning. Genom utplacerade aktiverade motvikter påstod Norconsult att kraften vertikalt kunde minskas med minst 75 %. Inför fotbollssäsongen 2011 installerades fyra ton tunga seismiska motvikter upphängda på var sin gasfjäder på var och en av de sexton pelarna. Ursprungligen var installationens kostnad beräknad till mellan 5 och 10 miljoner, men uppgick till slut till cirka 20 miljoner SEK. Åtgärderna visade sig dock inte tillräckliga, och kraftiga skakningar uppkom i fastigheterna på andra sidan Fattighusån redan vid IFK Göteborgs första match i Allsvenskan 2011 mot Örebro SK. Inför fotbollssäsongen 2012 beslutade fotbollsklubbarna om en minskning av Gamla Ullevis klacksektion för att bland annat försöka motverka den kvarvarande vibrationsproblematiken.

## Ekonomi

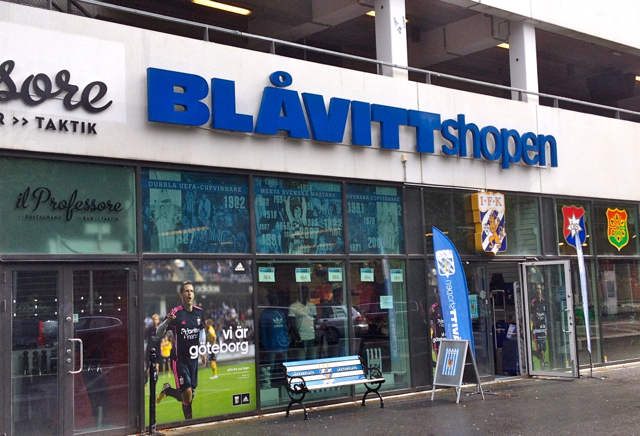
Blåvittshopen i Gamla Ullevi i Göteborg

Kostnaden för Gamla Ullevi beräknades i slutändan uppgå till 350 miljoner kronor. I det ursprungliga förslaget kalkylerades det med 180 miljoner kronor. Ändringar i utformningen av arenan ökade dock kostnaderna. Ägarna till Gamla Ullevi, det kommunala fastighetsbolaget Higab har förklarat att man avser att hyra ut arenan till alliansklubbarna på marknadsmässiga villkor. I driftsbolaget som driver arenan äger Higab två tredjedelar medan alliansklubbarna äger en tredjedel tillsammans. Det har även diskuterats om att alliansklubbarna ska ta över ägandet och driften av arenan på sikt.
Klubbarna driver klubbshopar i Gamla Ullevi, IFK Göteborg driver Blåvittshopen. I Gamla Ullevi har även Max en hamburgerrestaurang och på kortsidan mot Fattighusån finns ett gym.[när?]

## Evenemang
- U21-EM i fotboll för herrar 2009
- Dam-EM 2013

## Bildgalleri

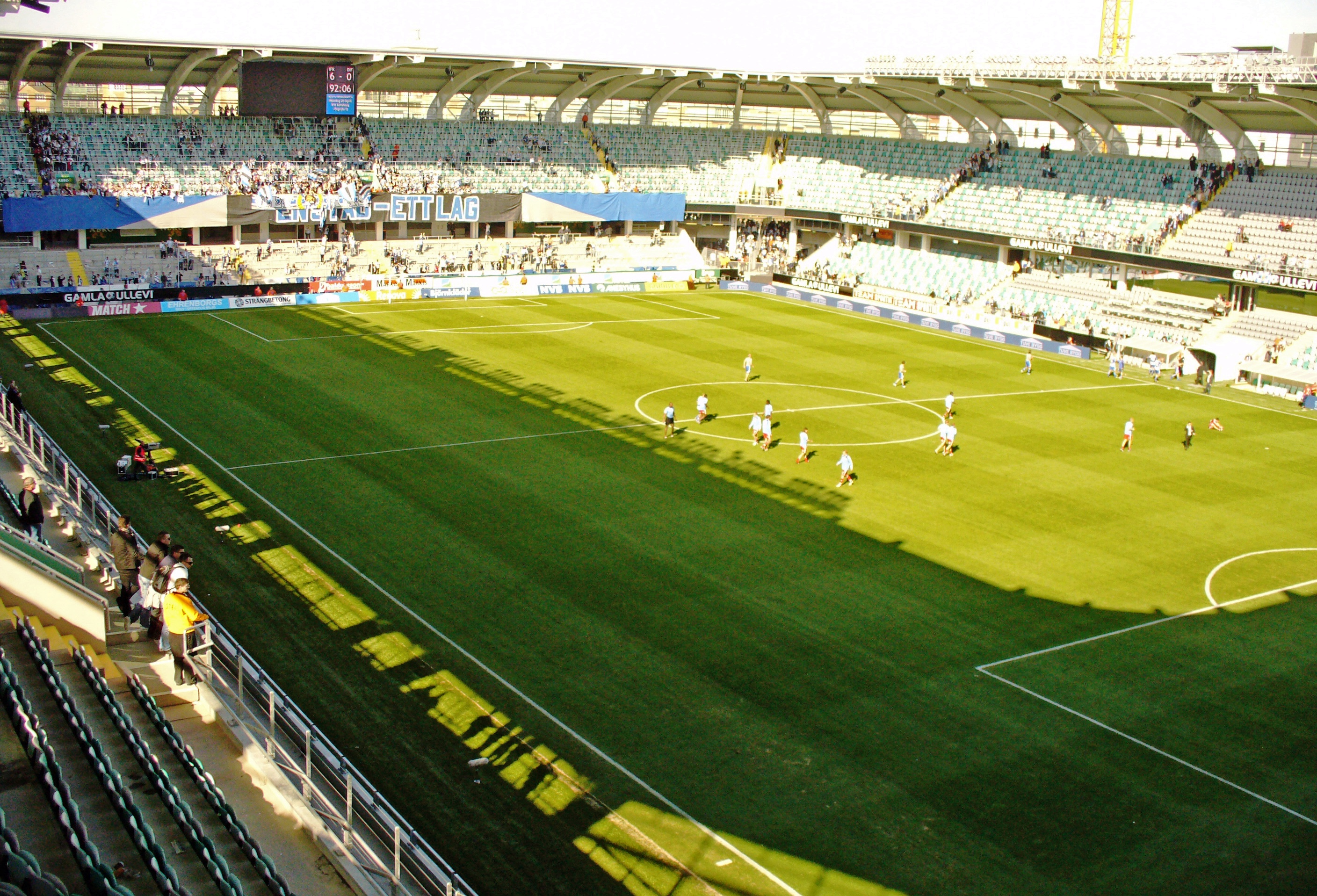
Vy över arenans insida.
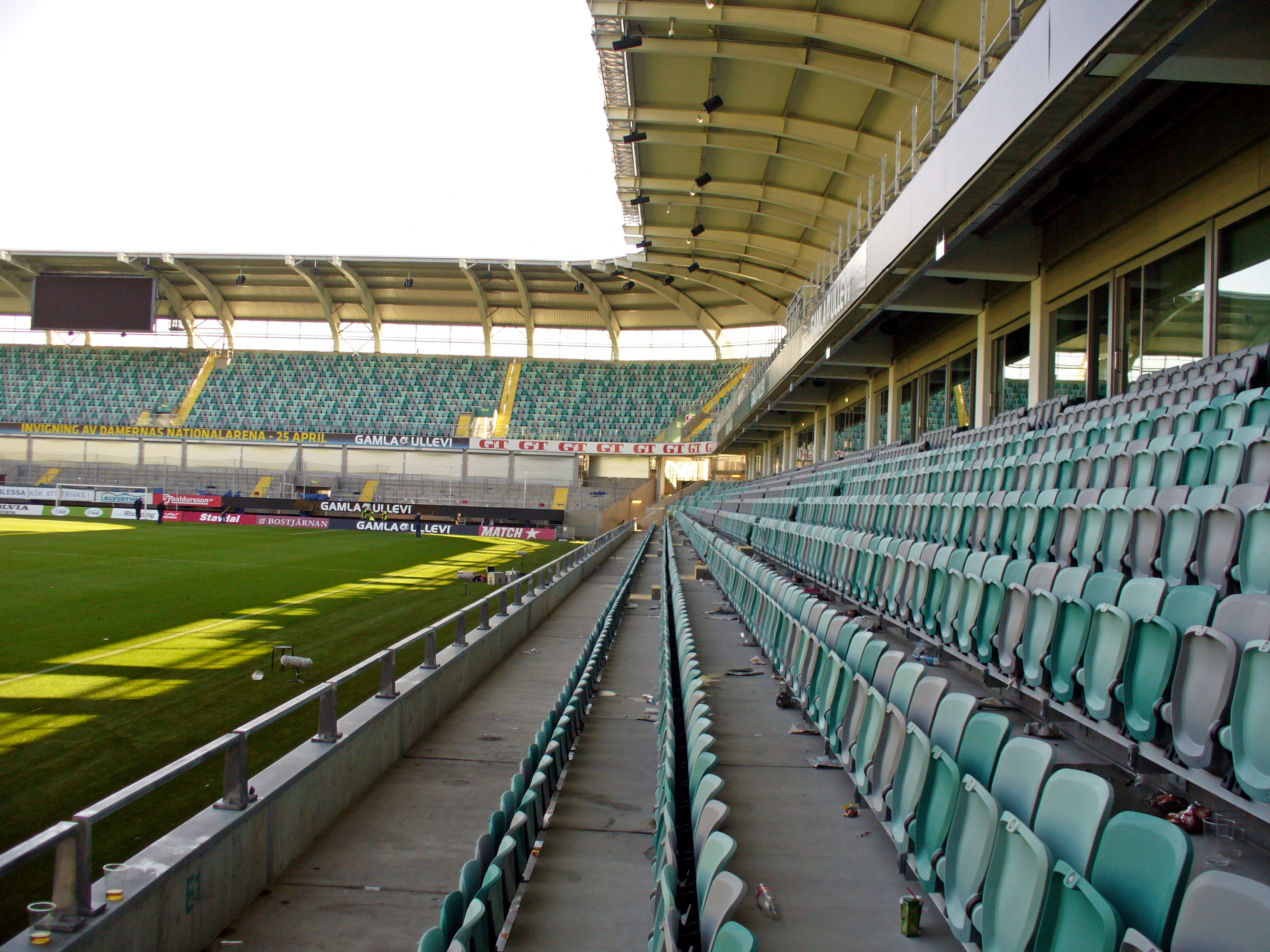
Långsidan.

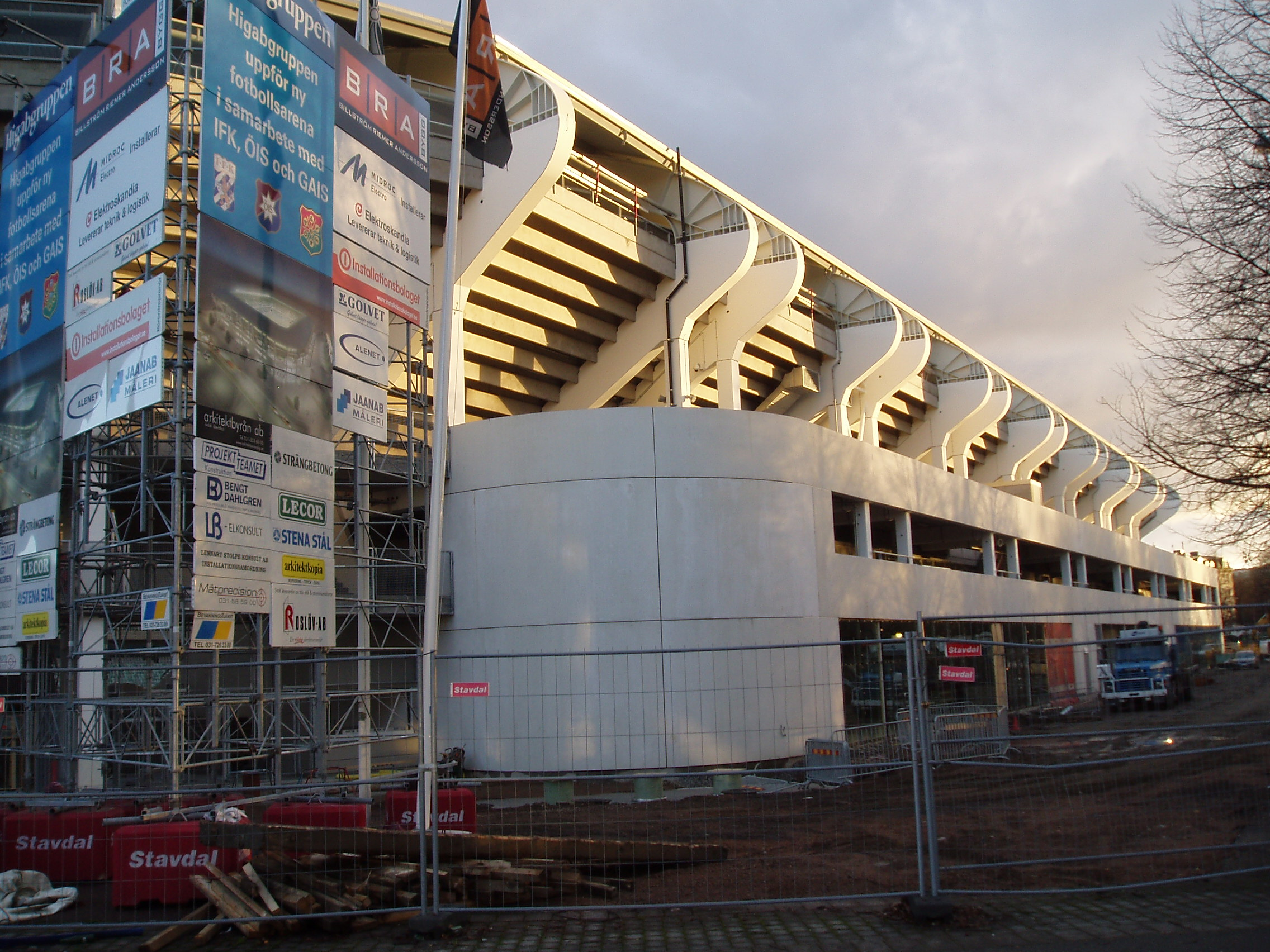
November 2008
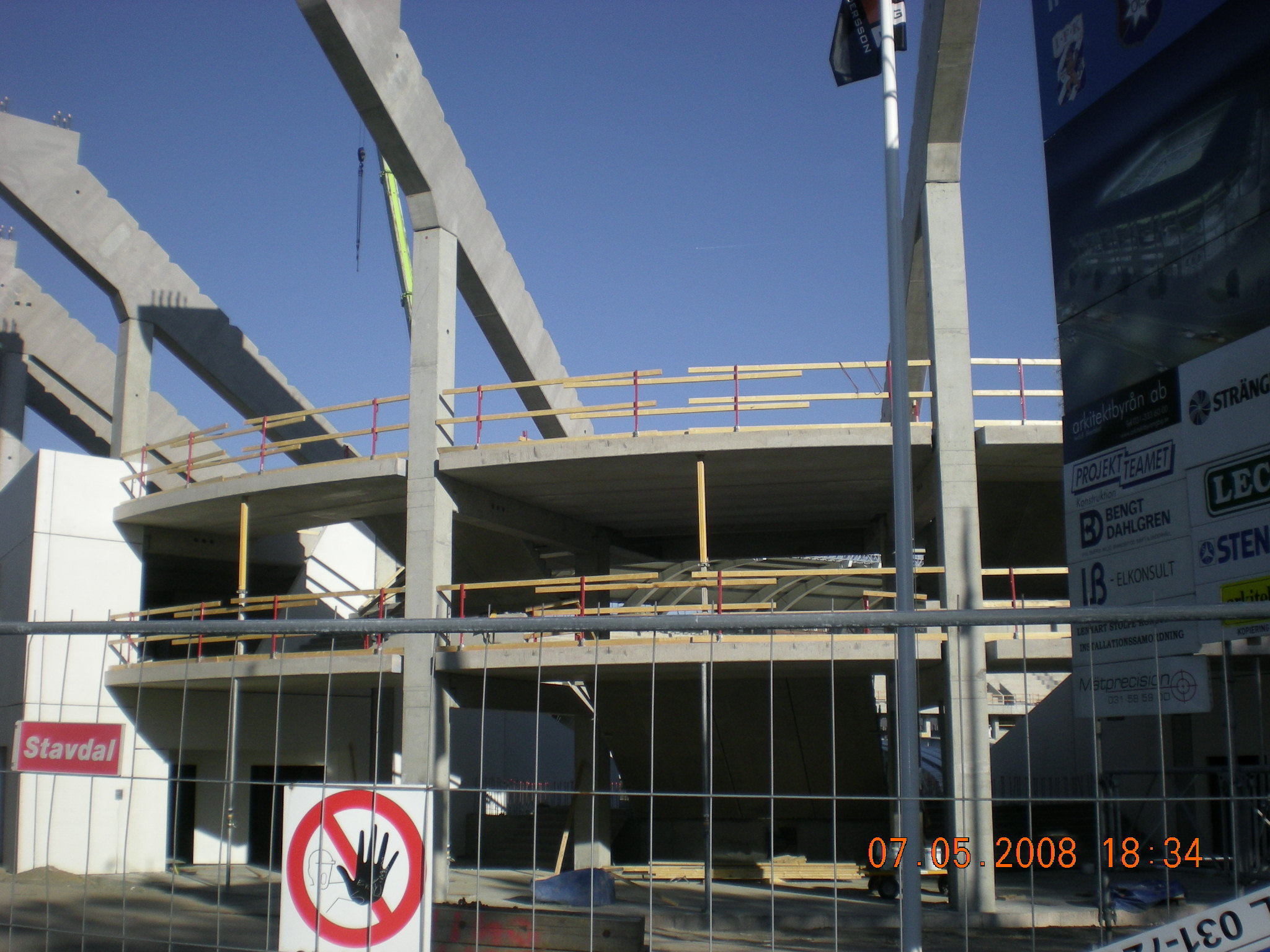
Maj 2008
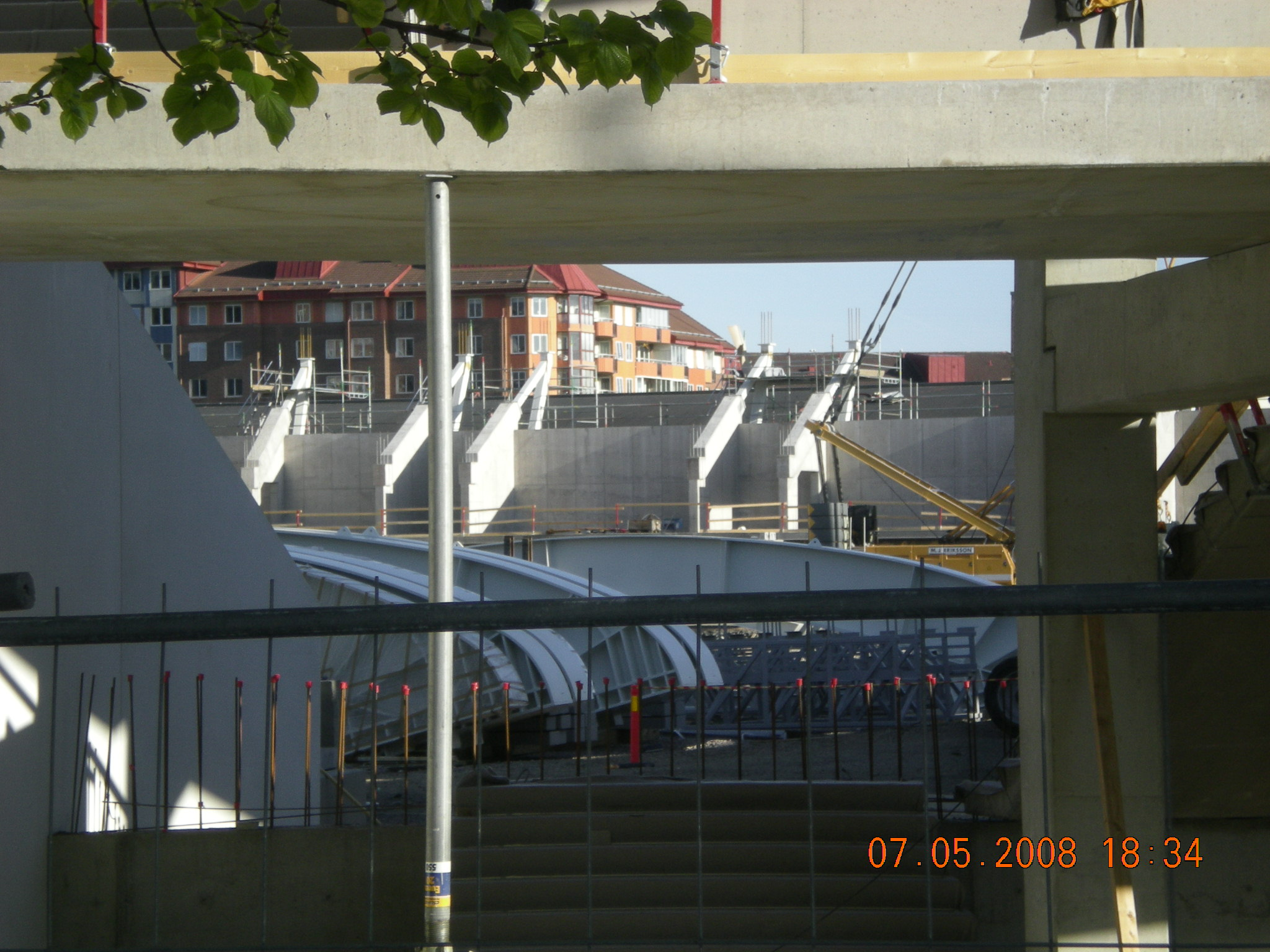
Maj 2008